# 21 Jump Street
21 Jump Street (también conocido como Comando especial en Hispanoamérica y como Nuevos Policías en España) fue una producción de acción, misterio y drama criminal policial creada por Patrick Hasburgh y Stephen J. Cannell. Se emitió entre 1987 y 1991. Johnny Depp interpretó a Tom Hanson, un personaje que le dio reconocimiento internacional. Depp aceptó el papel porque representaba una oportunidad para trabajar junto a Frederic Forrest (actor de Francis Coppola y Wim Wenders) que encarnaba al capitán Richard Jenko. Forrest sin embargo estuvo solo una temporada en la serie, siendo reemplazado por Steven Williams. Richard Grieco estuvo por su parte en las temporadas de 1988 y 1989, protagonizando a continuación una serie derivada llamada Booker donde encarna a un inconformista detective.

## Sinopsis
La serie narra las aventuras de un escuadrón especial de la policía integrado por oficiales especializados en investigaciones relacionadas con jóvenes. Todos ellos habían sido seleccionados por su habilidad para hacerse pasar por estudiantes, llevar a cabo misiones encubiertas e infiltrarse donde no podían los policías regulares.
Uno de los miembros de este Comando Especial era el oficial Tom Hanson, interpretado por Johnny Depp, quien tenía solo 24 años cuando entró al show. Dennis Booker, por su parte, estuvo personificado por Richard Grieco.

## Reparto
| Personaje          | Actor                | Doblaje en Latinoamérica |
| ------------------ | -------------------- | ------------------------ |
| Tom Hanson         | Johnny Depp          | Jesús Barrero            |
| Judy Hoffs         | Holly Robinson Peete | Ruth Toscano             |
| Doug Penhall       | Peter DeLuise        | Javier Rivero            |
| Harry Truman Ioki  | Dustin Nguyen        | Víctor Covarrubias       |
| Cap. Adam Fuller   | Steven Williams      | Gustavo Rocha            |
| Dennis Booker      | Richard Grieco       | Desconocido              |
| Blowfish Banducci  | Sal Jenco            | Ulises Maynardo Zavala   |
| Cap. Richard Jenko | Frederic Forrest     | Desconocido              |